# 简·卡尔
艾伦·简·卡尔（英語：Ellen Jane Carr，1950年8月13日—）是一位英国女演员，最知名的作品包括为愛酷一族中的角色“布丁”配音。她还曾在吉利·库伯编剧的英国广播公司情景喜剧It's Awfully Bad For Your Eyes, Darling中出演角色“布丁”。